# 長沙路站
長沙路站，位于中华人民共和国山东省青岛市市北区黑龙江南路地下，是青岛地铁3号线的地铁车站。

## 沿革
- 2009年11月30日，青岛地铁一期工程正式奠基，地铁车站土建开始。
- 2015年12月16日，随3号线通车试运营后开放[1]。

## 车站结构
地铁3号线经过此站时为东北－西南走向，沿黑龙江南路（路西）伸展。
车站为地下二层岛式站台车站，总长238.4 m、标准段宽度17.8 m，站厅层宽16.4 m、长78 m、面积1 279.2 m²，站台层宽9 m、长130 m、面积1 170 m²，站台有效长度120 m。
车站主体采用明挖法施工，设3个出入口、2组风亭、1个消防出入口，分别位于黑龙江南路两侧。

### 出入口
- ：黑龙江南路（西）、长沙路、滁州路
- ：黑龙江南路（东）、同德路
  - 注： 设有

## 车站周边
長沙路站位于河西街道中部，东临合肥路街道东山社区。东北约200米为长沙路立交桥，西南约1.1千米为双山和夹岭山。附近機構有長沙路建材市場，立新小學，青島長泰學校。停车场有長沙路建材市場停车场。

## 换乘
長沙路站除自身轨道交通性质外，还可实现与市内公交车和出租车的近距离换乘：
- 分布于周边的公交车站，包括以下路线的停靠站点：3、23、306、318、363、368、378、405、503、605、609路等。